# 摩周湖ユースホステル
摩周湖ユースホステル（ましゅうこユースホステル）は、日本ユースホステル協会に加盟している北海道弟子屈町のユースホステル。
摩周湖南西の牧場地帯にあり、弟子屈町から摩周湖第一展望台に向かう道道52号線沿いに存在する。1987年に全面改装している。

## 設備
- 個人や小グループに適している
- グループで一室利用可
- 駐車場あり
- 洗濯機あり
- 乾燥機あり
- クレジットカード可
- 周辺にスポーツ施設あり
- 周辺にスキー場あり
- 周辺に温泉あり
- レンタサイクルあり

## 休館
- 12月1日 - 12月20日

## アクセス
- JR釧網本線摩周駅。15時以降迎え有。要事前連絡。
- バス 美幌または川湯行10分 YH前下車 徒歩1分